# Бугай Микола Федорович
Микола Федорович Бугай (нар. 19 грудня 1941, станиця Старотітаровська, Темрюкський район, Краснодарський край) — радянський і російський історик XXI століття. Доктор історичних наук, головний науковий співробітник Інституту російської історії РАН, радник Департаменту міжнаціональних відносин Міністерства регіонального розвитку РФ. Відомий своїми працями, які є спробами виправдати депортації народів в СРСР.